# Гађано (Милано)
Гађано (итал. Gaggiano) је насеље у Италији у округу Милано, региону Ломбардија.
Према процени из 2011. у насељу је живело 6851 становника. Насеље се налази на надморској висини од 115 м.

## Становништво
| 1931. | 1936. | 1951. | 1961. | 1971. | 1981. | 1991. | 2001. | 2011. |
| ----- | ----- | ----- | ----- | ----- | ----- | ----- | ----- | ----- |
| 4.147 | 4.256 | 4.742 | 5.026 | 5.338 | 6.928 | 8.008 | 8.111 | 8.933 |